# Port de Laaksaar
Le port de Laaksaar (estonien : Laaksaare sadam, code EE LKS)  est un port à Parapalu en Estonie.

## Présentation
Le port de Laaksaar est situé près du lac Lämmi dans le village de Parapalu. 
Le port compte 3 quais, les bateaux doivent avoir une longueur maximale de 40 mètres, une largeur maximale de 10 mètres et un tirant d'eau maximum de 1,2 m.
Le port a une profondeur de 1 m.
Le traversier Koidula, exploité par Kihnu Veeteede, fait la liaison entre le port de Laaksaar et le port de Piirissaar.